# Железнодорожная линия Мытищи — Фрязево
Мытищи — Фрязево — железнодорожная линия Московской железной дороги длиной 55,2 км в Московской области. Является частью Московского железнодорожного узла. Проходит на расстоянии от 5 до 37 км от МКАД. Относится к Московско-Курскому региону МЖД. Также её иногда называют Монинской веткой по названию одной из станций на линии, долгое время являвшейся конечной.

## Особенности
Линия является хордовой, так как соединяет два радиальных направления Мосузла — Ярославское (станция Мытищи) и Горьковское (станция Фрязево). При этом сама линия обслуживается пригородными поездами Ярославского направления с Ярославского вокзала Москвы. Также, поезда дальнего следования и грузовые поезда следуют с Ярославского вокзала и станции Лосиноостровская через линию на Горьковское направление на Орехово-Зуево, Владимир, Нижний Новгород и т.п (выход на Новое направление Транссибирской магистрали с Ярославского вокзала).
Является единственной хордовой линией в промежутке между Малым и Большим кольцами МЖД (исключая соединительные ветви без своих пунктов в местах пересечения радиальных направлений в Москве). Остальные ответвления от радиальных направлений являются тупиковыми линиями. Следующая по дальности от Москвы хордовая линия Узуново — Рыбное находится за Большим кольцом, частично в Московской области, частично в Рязанской. Ранее в Москве действовали две хордовые линии: Бескудниковская ветка (была хордовой до 1966 года) и Брянская ветвь (до 1998 года, около Малого кольца с внутренней стороны). Внутри Малого кольца работают Алексеевская соединительная линия и Митьковская соединительная линия.
От линии отходит своё тупиковое однопутное ответвление Болшево — Фрязино, также относящееся к Ярославскому направлению, длиной 16,5 км.

## Населённые пункты и районы МО
Линия проходит по городским округам Богородскому, Мытищи, Королёв, Щёлково, Электросталь Московской области. Соединяет города Мытищи, Королёв, Щёлково; посёлки Загорянский, Монино, Фрязево. Также вблизи линии находятся другие населённые пункты.

## Раздельные и остановочные пункты
Кроме узловых станций Мытищи и Фрязево, находящихся на главных ходах радиальных направлений, на линии находятся 6 станций и 10 остановочных пунктов (платформ).
Станции: Мытищи, Подлипки-Дачные, Болшево (обе в г. Королёв), Соколовская, Щёлково, Чкаловская (все три в г. Щёлково), Монино, Фрязево. По основному характеру и объёму работы Мытищи — грузовая станция 1 класса, остальные 7 станций — промежуточные от 2 до 4 класса. Болшево также является узловой (ответвление на Фрязино). Все 8 станций входят в (являются структурными подразделениями) Московско-Курский центр организации работы железнодорожных станций ДЦС-1 Московской дирекции управления движением.
На пяти из семи перегонов между станциями находятся остановочные пункты: Валентиновка, Загорянская, Воронок, Гагаринская, Бахчиванджи, Циолковская, Осеевская, Кашино, Колонтаево, Лесная (по классификатору ТР4 — 64 км).
Все станции и остановочные пункты оборудованы высокими пассажирскими платформами для пассажиров.
Ранее (в 1930-е годы) между станциями Мытищи и Подлипки-Дачные также существовала платформа Ким.

## Путевое развитие
- На всем протяжении электрифицирована постоянным током 3 кВ.
- На всем протяжении автоматическая блокировка.
- На всем протяжении двухпутная, за исключением трёхпутного перегона Подлипки-Дачные — Болшево. Северный путь № I нечётный (на Мытищи), южный путь № II чётный (на Фрязево).

Развязки, исключающие паразитные (режущие) маршруты:
- на станции Мытищи пути примыкают к главному ходу в сторону Москвы, путь на Мытищи проходит под эстакадой главного хода.
- на станции Фрязево пути примыкают к главному ходу в сторону Орехово-Зуево (от Москвы), путь на Фрязево проходит по эстакаде над частью путей.
- на перегоне Подлипки-Дачные — Болшево путь № III: от станции Подлипки-Дачные отходит на восток посередине между путями № I, II, затем проходит под путём № I (мини-тоннель), становясь северным. Позволяет беспаразитное движение из/на однопутную линию на Фрязино.

Километраж на линии считается от Москвы-Пассажирской-Ярославской (Ярославского вокзала), то есть продолжает отсчёт Ярославского направления. От 17,8 км (Мытищи) до 73,0 км (Фрязево). При этом на станции Фрязево километраж Горьковского направления 53,4 км от Москвы-Пасс.-Курской, продолжающийся и далее на Владимир.

## Пригородное движение
Остановки на линии входят в пригородные тарифные зоны 3 (Мытищи) — 8 (Фрязево) от Москвы-Пасс.-Ярославской. Работают электропоезда моторвагонного депо ТЧПРИГ-10 Москва-2-Ярославская, одного из двух депо, обслуживающих Ярославское направление. При этом Фрязево относится к 6 зоне от Москвы-Пасс.-Курской.
По состоянию на зиму 2014—2015 года движение очень частое, одно из самых интенсивных в Московской пригородной зоне, из Москвы на данную линию с главного хода в сторону Александрова уходит примерно половина всех электропоездов. Работают маршруты:
- Москва-Пасс.-Ярославская — Фрязево (14 пар + 1 пара по выходным, единственный маршрут по всей линии, проезжает линию примерно за 1 час 40 минут)
- Москва-Пасс.-Ярославская — Монино (32 пары + 2 пары по выходным + 12/11 пар экспресса)
- Москва-Пасс.-Ярославская — Щёлково (5 пар + 1 пара по будням)
- Москва-Пасс.-Ярославская — Болшево (1 пара + 2 пары по будням + 18 пар и по будням и 3 пары по выходным экспресса)
- Москва-Пасс.-Ярославская — Болшево — Фрязино-Пасс. (на Фрязинскую ветку, 31 пара + 2 пары по выходным + экспресс по будням: 1 рейс туда, 2 обратно)
- Москва-Пасс.-Ярославская — Болшево — Зелёный Бор (на Фрязинскую линию, 1 пара по будням)

Все не скоростные электропоезда останавливаются на всех остановках линии. Экспрессы пропускают на линии: Осеевскую, Циолковскую, Гагаринскую, Щёлково, Соколовскую, Валентиновку, Болшево (часть Монинских рейсов), Подлипки-Дачные (большинство Болшевских рейсов), Мытищи (часть Болшевских рейсов). Экспрессы до пл. Фрязино-Пасс. останавливаются на остановках Мытищи (в Москву), Подлипки-Дачные, Болшево, Ивантеевка-2.
Электропоезда Москва — Фрязино фактически уходят с данной линии между станциями Подлипки-Дачные и Болшево. На станции Болшево электропоезда в сторону Фрязино прибывают на собственную платформу, расположенную в 500 метрах севернее.
Ранее в некоторые года на линии работали маршруты с выходом на Горьковское направление:
- Москва-Пасс.-Ярославская — Фрязево — Электрогорск (около 2000—2001 года)
- Москва-Пасс.-Ярославская — Фрязево — Крутое (около 2007 года)

При движении по линии пересадка возможна на следующих пунктах:
- Мытищи — на электропоезда главного хода Ярославского направления, в том числе на ответвления
- Мытищи, Подлипки-Дачные, Болшево — между электропоездами по данной линии и из/на Фрязинскую линию, при этом на станции Болшево пассажирские платформы этих линий удалены друг от друга
- Фрязево — на электропоезда главного хода Горьковского направления, в том числе на ответвления

## История
Ветка Мытищи — Щёлково длиной в 14 вёрст была проложена в 1894 году акционерным обществом Московско-Ярославской железной дороги. 6 ноября 1894 года на ней открылось временное, а с 1895 года — регулярное движение (по другим данным 6 сентября 1896 года).
В 1894 же году была открыта станция Щелково, связанная узкоколейной железной дорогой с текстильными и красильными фабриками Товарищества Л. Рабенек в Соболеве (Щёлково); в 1896 году была открыта станция Пост Болшево; во второй половине 1897 года открыт остановочный пункт Образцово-Соколовская.
Описывая в 1899 году железнодорожный путь из Москвы до Щёлково, П. П. Семёнов-Тян-Шанский писал:

От Мытищинской станции ведут три подъездные железнодорожные пути: два на близкие к ней кирпичные заводы и один, в 14 вёрст длины, в село Щёлково на Клязьме. На 7-й версте этого последнего пути находится пост Большево и в 1 версте от него село Большево на р. Клязьме /…/. На 12-й версте устроена Соколовская платформа близ строящейся обширной мануфактуры. Наконец, на 14-й версте подъездной путь достигает самого Щёлкова.
1 января 1907 года Московско-Ярославско-Архангельская железная дорога, в которую входила линия, переименована в Северные железные дороги.
В 1911 году открыт полустанок Подлипки; в 1912 станция Загорянская.
В 1929 году линия была продлена в Монино в район объединённой Монино-Тимонинской текстильной фабрики (им. Ланцуцкого). В этом же году на ней открыты платформа Воронок, разъезд Монино. В 1930 году открыт о.п. Валентиновка.
В 1929 году от Болшево построено ответвление до Ивантеевки, в будущем продлённое до Фрязино.
В середине 1920-х годов в связи с возросшим объёмом перевозок на участках Москва — Мытищи, Москва — Ожерелье, Москва — Пушкино и Мытищи — Щёлково встал вопрос об их электрификации. В 1930 году участок Мытищи — Щёлково длиной 16,8 км был электрифицирован постоянным током 1.5 кВ одним из первых в СССР, после электрификации участка от Москвы до Мытищ в 1929 году.
1 марта 1930 года было открыто движение электропоездов на участке Мытищи — Болшево, 1 октября Болшево — Щелково. Работали первые советские электропоезда серии «С» (от названия дороги — «Северные»).
В 1932 году открыты: платформа 37 км (в 1988 году переименована в Гагаринскую в честь Ю. А. Гагарина, работавшего в Звездном городке и проживавшего неподалеку, в поселке Чкаловский, с 1960 по 1966 год), платформа Осеевская, станция Томская (названа в честь партийного деятеля М. П. Томского, в 1937 году переименована в Чкаловскую в честь лётчика В. П. Чкалова).
В 1934 году электрифицирован дальнейший участок Щёлково — Томская (Чкаловская) длиной 3,5 км, а в 1936 участок Томская — Монино длиной 10,8 км.
В 1936 году в результате разделения Северных железных дорог на Северную и Ярославскую, линия оказалась в составе Ярославской железной дороги.
Во время войны электрификация была временно демонтирована: на участке Мытищи — Щёлково в 1941—1942 гг., на участке Щёлково — Монино в 1941—1943 гг.
В 1953 году линия снова оказалась в составе Северной железной дороги в результате включения Ярославской железной дороги в Северную.
В 1956 году участок Мытищи — Монино длиной 31,0 км был переведён с постоянного тока 1.5 кВ на постоянный ток 3 кВ.
В 1956 году открыта платформа 41 км, в 1987 году была переименована в Бахчиванджи в честь летчика Г. Я. Бахчиванджи.
В 1959 году в процессе массовых изменений структурного деления сети железных дорог СССР линия была передана в составе Московско-Ярославского отделения из Северной железной дороги в Московско-Курско-Донбасскую железную дорогу, в этом же году переименованной в Московскую.
В ноябре 1966 года открыта платформа Циолковская, названа в честь учёного К. Э. Циолковского.
В 1970—1971 годах был проложен второй путь до станции Монино.
В 1970—1971 годах построен участок длиной 23,8 км Монино — Фрязево, превративший тупиковое ответвление в хордовую линию. Сразу был электрифицирован на постоянном токе 3 кВ. Введён в эксплуатацию в 1972 году. Станция Фрязево стала одним из крупнейших железнодорожных узлов Московской области. Основной целью строительства линии Монино — Фрязево являлась разгрузка участка Москва-Пасс.-Курская — Фрязево путём передачи части объёма движения на другой маршрут: вместо перегруженного участка Москва-Курская — Купавна — Фрязево на менее загруженную линию Москва-Пасс.-Ярославская — Мытищи — Фрязево. Кроме того, появилась возможность пропуска грузовых поездов от сортировочной станции Лосиноостровская в Москве по кратчайшему направлению на Владимир — Горький и далее.
На участке Монино — Фрязево в 1971 году построены: платформа Кашино, разъезд Колонтаево, платформа 64 км. В 1990-е годы платформа 64 км в пригородных расписаниях получила название Лесная, но официальное название по тарифному руководству № 4 до сих пор 64 км.

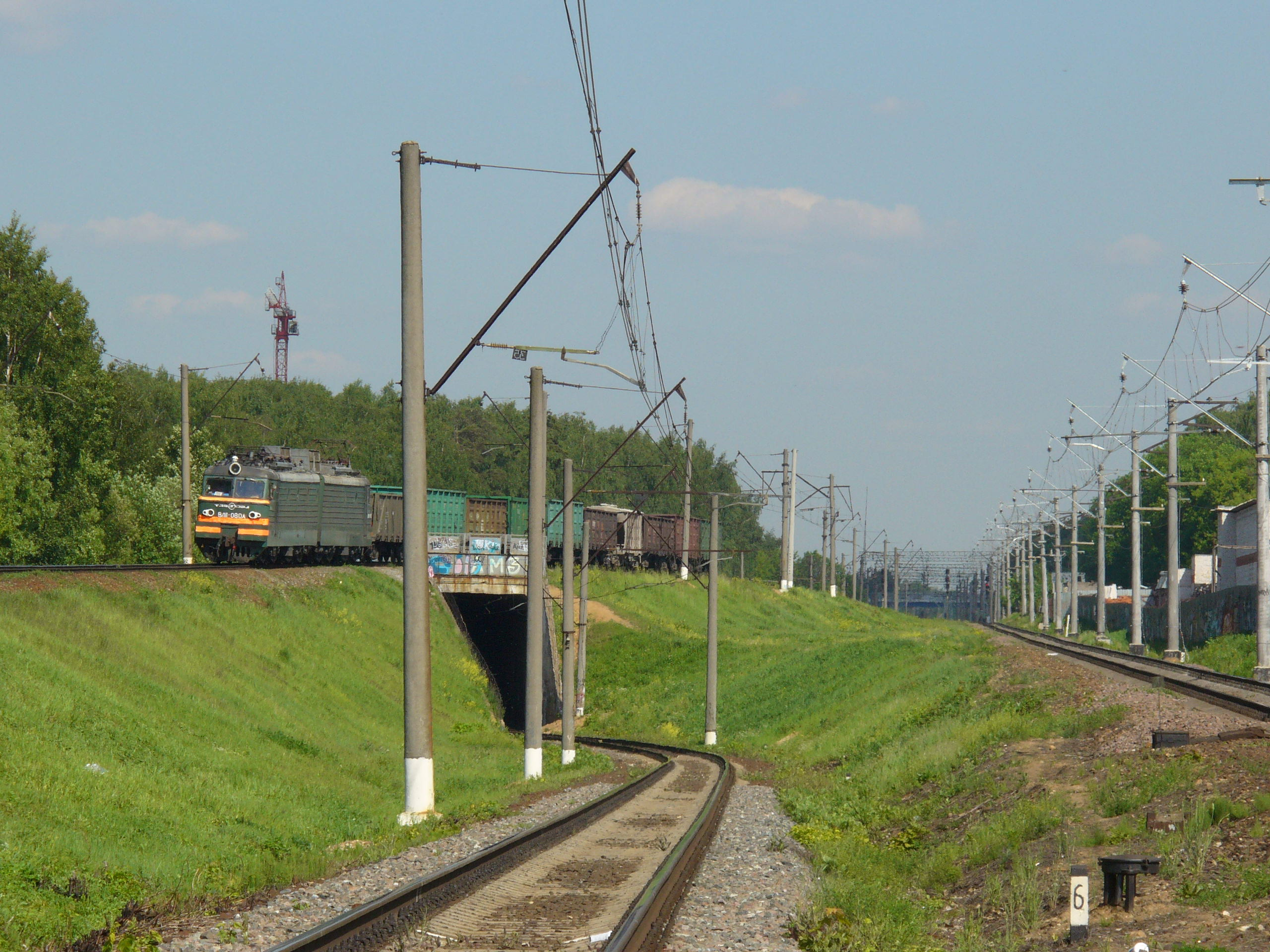
Развязка Подлипки-Болшево (2006)

В 1976 году построена развязка III пути на участке Подлипки-Дачные — Болшево.
В середине-конце 1990-х годов был демонтирован боковой путь на разъезде Колонтаево, образовался более чем 20-километровый однопутный перегон от Монино — Фрязево. Колонтаево стало одним из трёх остановочных пунктов на этом перегоне.
В 2002—2003 годах на перегоне Монино — Фрязево был построен второй путь, сделав хордовую линию полностью двухпутной. Это позволило дополнительно разгрузить участок Москва-Пасс.-Курская — Фрязево Горьковского направления.